# Ralph Ernest Powers
Pour les articles homonymes, voir Powers.
 (août 2024).
La mise en forme du texte ne suit pas les recommandations de Wikipédia : il faut le « wikifier ».
Les points d'amélioration suivants sont les cas les plus fréquents :
- Les titres sont pré-formatés par le logiciel. Ils ne sont ni en capitales, ni en gras.
- Le texte ne doit pas être écrit en capitales (les noms de famille non plus), ni en gras, ni en italique, ni en « petit »…
- Le gras n'est utilisé que pour surligner le titre de l'article dans l'introduction, une seule fois.
- L'italique est rarement utilisé : mots en langue étrangère, titres d'œuvres, noms de bateaux, etc.
- Les citations ne sont pas en italique mais en corps de texte normal. Elles sont entourées par des guillemets français : « et ».
- Les listes à puces sont à éviter, des paragraphes rédigés étant largement préférés. Les tableaux sont à réserver à la présentation de données structurées (résultats, etc.).
- Les appels de note de bas de page (petits chiffres en exposant, introduits par l'outil «  Source ») sont à placer entre la fin de phrase et le point final[comme ça].
- Les liens internes (vers d'autres articles de Wikipédia) sont à choisir avec parcimonie. Créez des liens vers des articles approfondissant le sujet. Les termes génériques sans rapport avec le sujet sont à éviter, ainsi que les répétitions de liens vers un même terme.
- Les liens externes sont à placer uniquement dans une section « Liens externes », à la fin de l'article. Ces liens sont à choisir avec parcimonie suivant les règles définies. Si un lien sert de source à l'article, son insertion dans le texte est à faire par les notes de bas de page.
- La présentation des références doit suivre les conventions bibliographiques. Il est recommandé d'utiliser les modèles {{Ouvrage}}, {{Chapitre}}, {{Article}}, {{Lien web}} et/ou {{Bibliographie}}. Le mode d'édition visuel peut mettre en forme automatiquement les références.
- Insérer une infobox (cadre d'informations à droite) n'est pas obligatoire pour parachever la mise en page.

Pour une aide détaillée, merci de consulter Aide:Wikification.
Si vous pensez que ces points ont été résolus, vous pouvez retirer ce bandeau et améliorer la mise en forme d'un autre article.
Ralph Ernest Powers (27 avril 1875 – 31 janvier 1952) était un mathématicien amateur américain qui a travaillé sur les nombres premiers.
On lui attribue la découverte des nombres premiers de Mersenne M89 et M107, respectivement en 1911 et 1914. En 1934, il a vérifié que le nombre de Mersenne M241 est composé.

## Vie
Powers est né à Fountain, dans le territoire du Colorado. Les détails de sa vie sont peu connus, bien qu'il semble avoir vécu la plus grande partie de son existence à Denver comme employé de la compagnie ferroviaire Denver and Rio Grande Western Railroad.
Peu de temps après que Powers ait annoncé la découverte de M107, le Français Élie Fauquembergue a affirmé l'avoir découvert plus tôt, mais de nombreuses autres affirmations de Fauquembergue ont été ultérieurement démontrées comme étant erronées ; ainsi, beaucoup préfèrent reconnaître Powers comme le découvreur, y compris la ressource Internet bien connue PrimePages.
Après ses propres découvertes des nombres premiers de Mersenne en 1911 et 1914, aucun nombre premier de Mersenne n'a été découvert jusqu'à ce que Raphael M. Robinson utilise un ordinateur pour trouver les deux suivants, le 30 janvier 1952, la nuit précédant la mort de Powers à Puente, en Californie.

## Travaux
- ‘The Tenth Perfect Number', American Mathematical Monthly, Vol. 18 (1911), pp. 195–7
- ’On Mersenne's Numbers', Proceedings of the London Mathematical Society, Vol. 13 (1914), p. xxxix
- 'A Mersenne Prime', Bulletin of the American Mathematical Society, Vol. 20, No. 10 (1914), p. 531
- ’Certain composite Mersenne's numbers', Proceedings of the London Mathematical Society Vol. 15 (1916), p. xxii
- (with D. H. Lehmer) 'On Factoring Large Numbers', Bulletin of the American Mathematical Society, Vol. 37. No. 10 (1931), pp. 770–76
- ’Note on a Mersenne Number', Bulletin of the American Mathematical Society, Vol. 40, No. 12 (1934), p. 883